# 李鏜 (明朝)
李鏜（15世紀—16世紀），山東濟南府新城縣人，明朝政治人物。

## 生平
李鏜是弘治五年（1492年）壬子科山東鄉試舉人，授溫縣知縣，文武才能兼備，遇上流寇作亂，他修葺城池、訓練士兵，令賊人不敢入侵，陞光州知州，州人立祠祭祀他，改任揚州清軍同知，入朝擔任南京戶部郎中，嘉靖三年（1524年）再陞兩浙都轉運鹽使司同知，不久以終養父母辭官歸鄉，閉門謝客不入城市，去世後入祀鄉賢祠。

## 引用
1. 1 2  民國《重修新城縣志·卷十四·人物志二》：李鏜，弘治壬子舉人，任溫縣令，發奸摘伏，庶政修舉，陞光州知州，州人立祠祀之，歷揚州同知，遷戶部郎中，所在多異政，以終養歸，閉門謝客，足迹不入城市，其高致如此，崇祀鄉賢。
2. ↑  乾隆《溫縣志·卷十一·宦蹟志》：李鏜，才兼文武，恩威並著，值流賊亂，修城繕兵，賊憚之不敢入境，後陞光州知州。
3. ↑  《明世宗肅皇帝實錄·卷三十七》：（嘉靖三年三月）甲申陞南京戶部郎中李鏜、刑部郎中葉鈇、宗人府都司潘時俱為都轉運鹽使司同知，鏜兩浙、鈇福建、時長蘆。